# 이준용 (1996년)
이준용(1996년 1월 26일 ~ )은 대한민국의 프로게임단 지도자이다. 현재 리그 오브 레전드 재팬 리그의 V3 E스포츠의 코치를 맡고 있다.

## 지도자 생활
2014년 1월, CTU의 코치로 부임했다.
2015년 5월, 펜타그램의 코치로 부임했다.
2017시즌을 앞두고 데토네이션 포커스미의 코치로 부임했다.
2017년 7월, 팀 배틀코믹스의 코치로 부임했다. 입단 이후 팀의 LCK 승격에 기여했다.
2021시즌을 앞두고 V3 e스포츠의 코치로 부임했다.

## 수상 내역

### 지도자
- 리그 오브 레전드 재팬 리그 스프링 2016 우승
- 리그 오브 레전드 재팬 리그 서머 2016 준우승
- 리그 오브 레전드 재팬 리그 스프링 2017 준우승
- 리그 오브 레전드 챌린저스 코리아 서머 2018 준우승
- 리그 오브 레전드 재팬 리그 스프링 2021 준우승